# ワールドマスターズ2015
ワールドマスターズ2015は2015年の5月23日から5月24日の2日間にわたって、モロッコのラバトで開催された柔道の大会。2014年は大会が中止となったため、2年ぶりの開催となった。今大会はモロッコの国王であるムハンマド6世の名が冠せられることにもなった
。

## 大会概要
今大会に招待された世界ランキングの各階級上位16選手は、グランドスラム・バクー2015の終了後に発表される5月11日付けの世界ランキングに基づいて選ばれた。アジア選手権とヨーロッパ選手権はグランドスラム・バクー2015以降に開催されることから、他の大陸選手権と釣り合いを図るために2013年の同大会ポイントを50％、2014年を100%とすることにした。
なお、今大会ではメダリストの他にそのコーチにも賞金が支給されることになった。そのため、メダリストの賞金は従来より2割減となる(優勝者に4800ドル、そのコーチに1200ドル、2位に3200ドル、そのコーチに800ドル、3位に1600ドル、そのコーチに400ドル)。また、今大会の当地での開催実現にも関与したテディ・リネールが優勝した100kg超級の表彰式では、モロッコの皇太子がプレゼンターとして登場した。

## 大会結果

### 男子
| 階級        | 金                       | 銀                       | 銅                                                        |
| ----------- | ------------------------ | ------------------------ | --------------------------------------------------------- |
| 60kg以下級  | 高藤直寿                 | オルハン・サファロフ     | シャラフディン・ルトフィラエフ ガンバット・ボルドバータル |
| 66kg以下級  | ゲオルグリー・ザンタラヤ | ズミトリー・シェルシャン | 高市賢悟 ダワードルジ・トゥムルフレグ                     |
| 73kg以下級  | デニス・ヤルツェフ       | ヌグザリ・タタラシビリ   | 中矢力 ルスタム・オルジョフ                               |
| 81kg以下級  | 永瀬貴規                 | イワン・ニフォントフ     | セルジュ・トマ アブタンディル・チリキシビリ               |
| 90kg以下級  | ベカ・グビニアシビリ     | 吉田優也                 | アスレイ・ゴンサレス ノエル・ファントエンド               |
| 100kg以下級 | エルマール・ガシモフ     | ルカシュ・クルパレク     | トマ・ニキフォロフ ラマダン・ダルヴィッシュ               |
| 100kg超級   | テディ・リネール         | ボル・バルナ             | 七戸龍 ロイ・メイヤー                                     |

### 女子
| 階級       | 金                             | 銀                               | 銅                                            |
| ---------- | ------------------------------ | -------------------------------- | --------------------------------------------- |
| 48kg以下級 | ムンフバット・ウランツェツェグ | パウラ・パレト                   | イリーナ・ドルゴワ ディララ・ロクマンヘキム   |
| 52kg以下級 | ナタリア・クジュティナ         | 橋本優貴                         | アナベル・ウラニ オデッテ・ジュフリーダ       |
| 57kg以下級 | ドルジスレン・スミヤ           | エレーヌ・ルスボー               | 宇高菜絵 コリーナ・カプリオリウ               |
| 63kg以下級 | 田代未来                       | カトリン・ウンターヴルツァッハー | マルティナ・トライドス アン＝ロール・ベラール |
| 70kg以下級 | キム・ポリング                 | ジュリ・アルベアル               | 新井千鶴 ファニー＝エステル・ポスビト         |
| 78kg以下級 | ケイラ・ハリソン               | ナタリー・パウエル               | ルイーゼ・マルツァン オドレー・チュメオ       |
| 78kg超級   | 于頌                           | 山部佳苗                         | 田知本愛 フランツィスカ・コーニッツ           |

## 各国メダル数
| 順 | 国・地域         | 金 | 銀 | 銅 | 計 |
| -- | ---------------- | -- | -- | -- | -- |
| 1  | 日本             | 3  | 3  | 6  | 12 |
| 2  | ロシア           | 2  | 1  | 1  | 4  |
| 3  | モンゴル         | 2  | 0  | 2  | 4  |
| 4  | フランス         | 1  | 1  | 4  | 6  |
| 5  | アゼルバイジャン | 1  | 1  | 1  | 3  |
| 5  | ジョージア       | 1  | 1  | 1  | 3  |
| 8  | 中国             | 1  | 0  | 0  | 1  |
| 8  | ウクライナ       | 1  | 0  | 0  | 1  |
| 8  | アメリカ合衆国   | 1  | 0  | 0  | 1  |
| 11 | アルゼンチン     | 0  | 1  | 0  | 1  |
| 11 | オーストリア     | 0  | 1  | 0  | 1  |
| 11 | ベラルーシ       | 0  | 1  | 0  | 1  |
| 11 | コロンビア       | 0  | 1  | 0  | 1  |
| 11 | チェコ           | 0  | 1  | 0  | 1  |
| 11 | イギリス         | 0  | 1  | 0  | 1  |
| 11 | ハンガリー       | 0  | 1  | 0  | 1  |
| 18 | ドイツ           | 0  | 0  | 3  | 3  |
| 19 | ベルギー         | 0  | 0  | 1  | 1  |
| 19 | キューバ         | 0  | 0  | 1  | 1  |
| 19 | エジプト         | 0  | 0  | 1  | 1  |
| 19 | イタリア         | 0  | 0  | 1  | 1  |
| 19 | ルーマニア       | 0  | 0  | 1  | 1  |
| 19 | トルコ           | 0  | 0  | 1  | 1  |
| 19 | アラブ首長国連邦 | 0  | 0  | 1  | 1  |
| 19 | ウズベキスタン   | 0  | 0  | 1  | 1  |

## トラブル
今大会に参加する選手7名を含めた11名のイスラエル選手団が、モロッコの空港で安全保障上の懸念から一時身柄を拘束されて、パスポートを押収される事態に陥った。イスラエル総保安庁は選手団に対して、アラブ諸国へ向かう際には武装した護衛を付けること、公共の場でイスラエルを想起させる表象や行動を避けるようにとのアドバイスをしていた。しかし、モロッコ当局が武装した護衛の同伴を拒否したために、選手団は護衛を付けずモロッコに向かうことになった。この件ではIJFが仲裁に入って圧力をかけたことから、選手団は翌日釈放されることになった。一方、会場ではパレスチナの旗が振られて、イスラエルの選手が登場する度に激越な野次やブーイングが沸き起こり、負けると大きな歓声が起こった。結果として、元世界チャンピオンのヤーデン・ジェルビを始め、誰もメダルを獲得できずに終わった。ジェルビはフェイスブックで次のようなコメントを記した。｢モロッコで起こった諸々の出来事は恥ずべき事態だった。単に柔道を行いに来ただけで政治とは関係ないのに、我々がイスラエル人だからという理由でこんな目に会うなんて。イスラエル人に限らず他の誰にもこんなことが再び起こらないことを切に願う｣。なお、2010年に同じモロッコのアガディールで世界ジュニアが開催された際にもイスラエルは選手団を派遣していたが、この時はイスラエルの国旗が会場から取り除かれた。